# 斯普林代爾鎮區 (內布拉斯加州瓦利縣)
斯普林代爾鎮區（英語：Springdale Township）是位於美國內布拉斯加州瓦利縣的一個行政鎮區。

## 地方資料
斯普林代爾鎮區的面積為79.48平方千米，當中陸地面積為78.59平方千米，而水域面積為0.89平方千米。根據2020年美國人口普查的數據，當地共有人口32人，而人口密度為每平方千米0.4人。